# Oecobius bracae
Espèce
Oecobius bracae est une espèce d'araignées aranéomorphes de la famille des Oecobiidae.

## Distribution
Cette espèce est endémique d'Oaxaca au Mexique,.

## Description
La femelle holotype mesure 1,96 mm.

## Publication originale
- Shear, 1970 : The spider family Oecobiidae in North America, Mexico, and the West Indies. Bulletin of the Museum of Comparative Zoology, vol. 140, no 4, p. 129-164 (texte intégral).